# Бхикку Бодхи
Бхиккху Бодхи (родился 10 декабря 1944 года), получивший при рождении имя Джеффри Блок, является американским буддистским монахом школы тхеравада, рукоположен в Шри-Ланке и в настоящее время преподаёт в районе Нью-Йорка и Нью-Джерси. Был назначен вторым президентом Общества буддийских публикаций, автор и редактор статей, основанных на интерпретации буддийской традиции тхеравады . 

## Биография
В 1944 году Блок родился в Бруклине, штат Нью-Йорк, у еврейских родителей. Он вырос в Боро-парке, где посещал начальную школу «P. S. 160». 
В 1966 году он получил степень бакалавра философии в Бруклинском колледже. 
В 1972 году он получил степень доктора философии в Университете Клермонт.
В 1967 году, ещё будучи аспирантом, Джеффри Блок  был рукоположен как шраманера (санскр. — «послушник», этот статус предшествует получению квалификации полностью принявшего обеты буддийского монаха — «бхиккху»/санскр. «бхикшу») во вьетнамском ордене в традиции Махаяны. 
В 1972 году, после окончания школы, Джеффри Блок отправился в Шри-Ланку, где под руководством Балангоды Ананды Майтреи Тхеры  он стал саманерой (санскр. — «шраманера») в школе тхеравада, а в 1973 году получил полное посвящение в качестве бхиккху и имя Бхикку Бодхи.
В 1984 году, сменив соучредителя Ньянапонику Тхеру, Бхикку Бодхи был назначен англоязычным редактором Общества буддийских публикаций (BPS) и в 1988 году стал его президентом. 
В 2002 году он ушёл из редакции общества, оставшись при этом его президентом.
В 2000 году на первом официальном праздновании ООН Весака, Бхикку Бодхи выступил с программной речью.
В 2002 году, после ухода в отставку с поста редактора BPS, Бхикку Бодхи вернулся в Соединённые Штаты. Он провёл некоторое время в монастыре Бодхи (Нью-Джерси). Сейчас он живёт и преподает в монастыре Чуан Йен (Кармел, Нью-Йорк ) и занимает пост президента Буддийской ассоциации Соединенных Штатов.
Бхикху Бодхи является основателем организации «Буддийская мировая помощь», которая финансирует проекты по борьбе с голодом и расширению прав и возможностей женщин во всем мире.

## Внешние ссылки
- Монастырь Бодхи